# Digertjärnen (Älvros socken, Härjedalen)
Digertjärnen är en sjö i Härjedalens kommun i Härjedalen och ingår i Ljusnans huvudavrinningsområde.